# Kamal Hossain

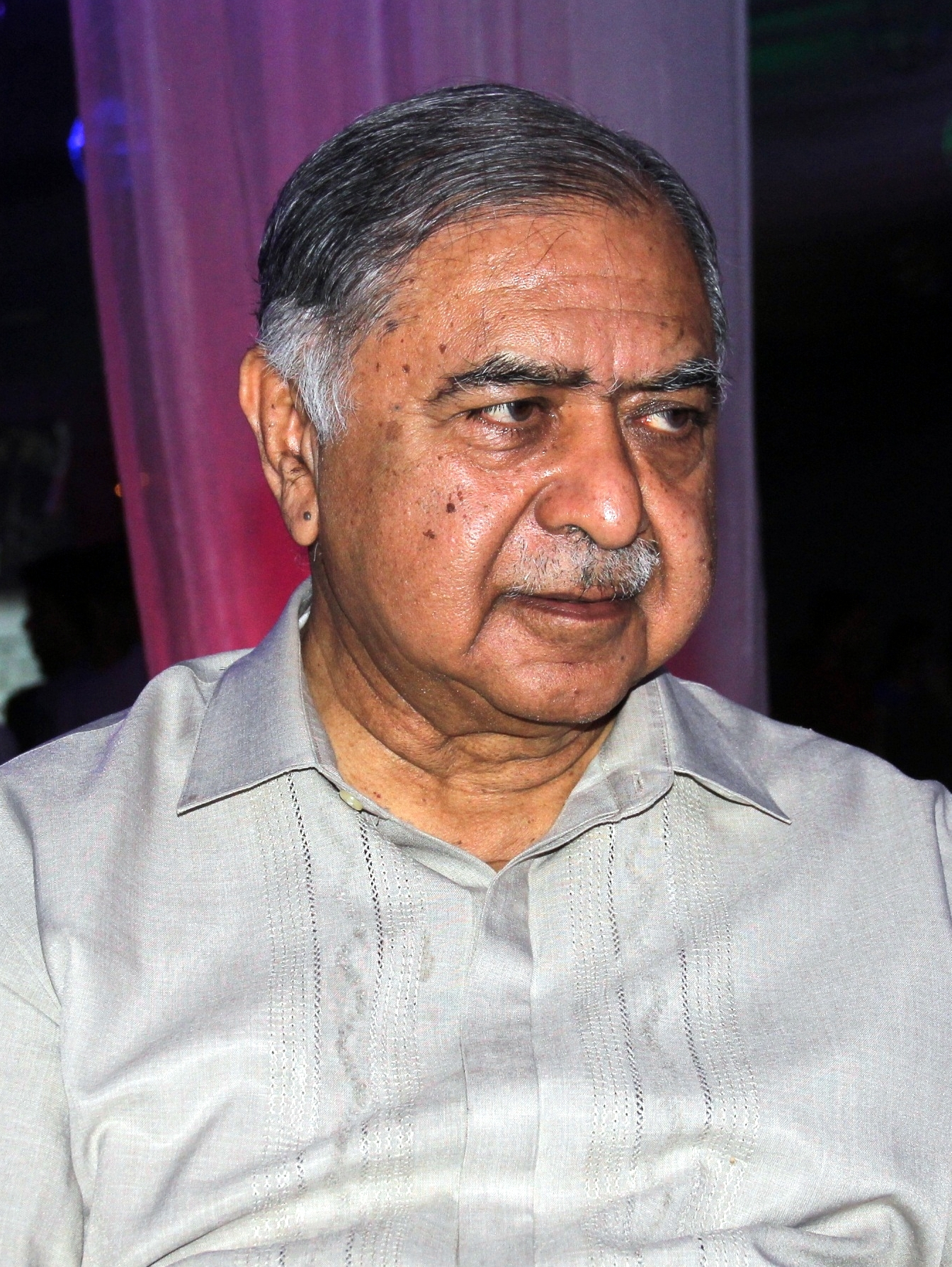
Kamal Hossain

Kamal Hossain (Bangla: কামাল হোসেন) (* 20. April 1937 in Kalkutta, damals Britisch-Indien, heute Indien) ist ein bengalischer Jurist und Politiker, der wesentlich an der Entwicklung der Verfassung Bangladeschs beteiligt war. Heute gilt er als „Gewissen der Nation“ und setzt sich für die Demokratisierung von Bangladesch ein.

## Leben
Kamal Hossain studierte zunächst Wirtschaftswissenschaften an der University of Notre Dame in Indiana (Vereinigte Staaten), wo er 1955 den Grad eines Bachelor of Arts (BA) erwarb. Danach wechselte er an die Universität Oxford,  wo er Rechtswissenschaften studierte und mit den Graden eines BA (1957), Bachelor of Civil Law (1958) und Doktors der Philosophie (Internationales Recht) graduierte. 1959 wurde er als Barrister am Lincoln’s Inn und als Anwalt am High Court von Dhaka in Ostpakistan zugelassen. Nach der Unabhängigkeit Ostpakistans unter dem Namen „Bangladesch“ war er 1972 Vorsitzender des Komitees zur Entwicklung einer eigenständigen Verfassung Bangladeschs. Im selben Jahr wurde er Mitglied der Regierung seines Heimatlandes, zunächst als Justizminister (1972–73), danach als Minister für Öl- und Mineralien (1973–75) und Außenminister (1973–75). Er war Mitglied verschiedener Schiedsgerichte der Internationalen Handelskammer und der UNCITRAL. 2003 wurde Hossain von Malaysia im Streit mit Singapur um Landgewinnung in und um die Straße von Johor als Ad-hoc-Richter vor dem Internationalen Seegerichtshof benannt. Auch beim Streit um die Seegrenze zwischen Guyana und Suriname war er in analoger Rolle tätig. Er ist Gründungsmitglied von Transparency International. 1999–2003 war er Sonderberichterstatter der Vereinten Nationen für die Menschenrechtslage in Afghanistan.
Hossain ist seit 2001 Vizepräsident der International Law Association.
1992 gründete Kamal Hossain in Bangladesch die politische Partei Gano Forum, die allerdings in den folgenden Jahrzehnten keinen nennenswerten politischen Einfluss gewinnen konnte.

## Familie
Kamal Hossain ist seit 1964 verheiratet, er hat zwei Töchter. Eine davon ist Sara Hossain, sie ist ebenfalls Juristin.

## Publikationen (Auswahl)
- Human Rights Commissions and Ombudsman Offices: National Experiences Throughout the World. Kluwer Law International, Den Haag 2000, ISBN 90-411-1586-2.
- The Promise of Hope: A Tribute to Dom Hélder. Institute of Mennonite Studies, Elkhart 2002, ISBN 0-936273-32-1.
- Pluralism and the Law: Evolving Legal Frameworks for Change in Muslim Societies: Some Reflections. In: Arend Soeteman (Hrsg.): Pluralism and Law. Steiner, Stuttgart 2004, ISBN 3-515-08446-0.